# Имам, Абубакар
Абубакар Имам (англ. Abubakar Imam; 1911—1981) — нигерийский писатель-фантаст, журналист и политик из Кагары, редактор газеты «Gaskiya Ta Fi Kwabo», писавший на языке хауса. Большую часть своей жизни он прожил в Зарии. Считается пионером нигерийской литературы языка хауса.

## Биография
Про жизнь писателя нам известно через его автобиографию «Abubakar Imam Memoirs». Сам Имам не смог дописать книгу из-за смерти, продолжил работу над произведением его соратник Абдуррахман Мора.

### Происхождение
Из биографии можно узнать о богатой родословной из разных соседних Нигерии стран, начиная от Борну и заканчивая Сокото. Его прадед, Мухаммаду Гаджибо (Muhammadu Gajibo), был знатным представителем миламов эмирата Диква, но поселился в городе Бида, в современном штате Нигер, на севере центральной Нигерии. Мухаммад поддерживал шейха Усману бин Фодио, проводившего джихад.

### Детство
Родился Имам в многодетной семье в Кагаре, Северная Нигерия, в 1911 году. В детстве был спокойным, порядочным и терпеливым, а как ученика его характеризовали, как способного.

### Образование и карьера учителя
Получив традиционное арабское образование, в 1927 году он поступил в Катсинский учебный колледж (англ. Katsina Training College), для получения образования учителя. После обучения начинает преподавать английский язык в средней школе по совету университета. Во время рабочей деятельности, познает метод обучения английского «Смотри и Говори» от преподавателя английского в Катсинском колледже, но получил критику и титул «худшего учителя» от директора школы, начав практиковать этот метод.

### Работа журналиста
В 1933 году Бюро переводов провинции Хауса в Зарии объявило конкурс, который привел к кардинальным изменениям в долгой истории литературы хауса. Из-за того, что литература в этом регионе либо передается устными преданиями, либо на арабском языке, а сама страна была под контролем Британии, работы из Зарии начали писать на латинице, что задало начало использования европейского письменности. В этом конкурсе Имам занял второе место за свое приключенческое произведение «Ruwan Bagaja» (в переводе «Живая вода»). Благодаря этому событию, он начал работать в бюро переводов, где составляет сборник рассказов «Magana Jari Ce» (Искусство речи — капиталовложение).
В1939 Имам стал редактором правительственного журнала на языке хауса «Gaskiya Ta Fi Kwabo». Газета стала популярной благодаря стилю Абубакара, сохраняющему в своих работах дух традиционной литературы народа хауса.

### Поездка в Великобританию
В 1943 году по приглашению Британского совета, в составе делегации Западноафриканской прессы Имам попадает в Лондон, где поступит в Лондонский университет в Институт Образования. Во время своей поездки, он просит у британской власти дать ему возможность получать больше материала для чтения, чтобы начать процесс просвещения народа-хауса. В 1945 с этой целью создается организация «Gaskia Corporation», а в 1951 году Имам стал первым нигерийцем, получившим должность старшего служащего (раньше такой титул могли иметь лишь белые европейцы).

### Политическая деятельность
Абубакар пользовался большой популярностью среди своего народа, и в 1951 году избирается в Палату представителей. Долго он не задерживается и переходит в государственные учреждения, занимающиеся развитием культуры и литературы. Благодаря активной гражданской позиции и работе с членами правительства метрополии, Конституция Нигерии стала результатом его деятельности
Он также был одним из основателей Северного народного конгресса (СНК).
С 1959 по 1966 года был членом Комиссии по делам государственной службы северного региона Нигерии.

### Смерть
К 1979 году здоровье писателя заметно ухудшилось, и в 1981 году в университете Зарии Абубакар Имам умер в возрасте 70 лет.

## Творчество
Произведения Имама повлияли не только на всю африканскую литературу, но и на культуру народа писателя — хауса: языка хауса перешел на латиницу, права и мнение людей начали слушать британцы, а сам народ получил произведения, сохраняющие дух и культурные особенности хауса.
Публикции
- Magana Jari в 3 частях (1937—1939)
- Ruwana Bagajo (1934)
- Tarihin Annabi Kammalalle (1954)
- Abubakar Imam Memoirs (1989)
- Tafiya mabudin ilmi

Также Абубакар занимался работой в исламской литературой, став автором книги «Tarihin Annabi Kammalalle» — биографии пророка Мухаммеда.